# Raimondo Lorenzini
Raimondo Lorenzini (Roma, [...?] - idem. finals del 1806) fou un compositor italià.
A partir de 1751 va ser organista a Sta. Maria Maggiore a Roma, on es va convertir en mestre de capella el 7 de setembre de 1786 i, segons Santini, va romandre fins a 1795. Va ser un compositor distingit en la tradició romana de polifonia vocal i ocasionalment també va compondre en senzill estil a cappella. La seva obra està més propera a la de Cannicciari, Casciolini i Giorgi.
Va escriure diversos motets, una Missa de requiem, un Tantum ergo, una Salve Regina, 11 sonates per a clave, etc.